# Bellarmino Bagatti
Camillo Bellarmino Bagatti (Lari, 11 novembre 1905 – Gerusalemme, 7 ottobre 1990) è stato un francescano, presbitero e archeologo italiano.

## Biografia
Nacque nel 1905 in provincia di Pisa. All’età di 17 anni emise la professione solenne nell’Ordine dei Frati Minori nella Provincia di San Francesco sul Monte della Verna in Toscana. Nel 1928, all'età di 23 anni, fu ordinato presbitero. Dedicatosi fin da giovane all'arte francescana, si formò alla ricerca archeologica nel Pontificio Istituto di Archeologia Cristiana, nel quale si laureò nel giugno del 1934 con una importante tesi (magna cum laude) sulla catacomba romana di Commodilla. Dal 1935 fu professore di topografia di Gerusalemme e archeologia cristiana presso lo Studium Biblicum Franciscanum di Gerusalemme dove svolse fin da principio un ruolo di grande importanza in tre distinte direzioni: la pubblicazione di inediti itinerarei di Terrasanta, l'esplorazione archeologica degli antichi santuari cristiani e la sopravvivenza e l'influsso dei cristiani ex circumcisione durante i primi quattro secoli. Nel 1941, con padre Sylvester Saller, dette inizio alla serie Studium Biblicum Franciscanum Collectio Maior e nel 1951, con padre Donato Baldi, fondò la rivista Studium Biblicum Franciscanum Liber Annuus. Durante la seconda Guerra Mondiale, fu internato, dalle autorità britanniche, insieme ad altri Francescani di nazionalità italiana e tedesca nel Campo di internamento di Emmaus-Qubeibeh. Nel decennio 1968-1978 fu Direttore dello Studium e per molti anni fu anche insegnante nello Studio Teologico Internazionale della Custodia di Terra Santa. Nell’anno accademico 1973-74 volle che si celebrasse il cinquantesimo di fondazione dello Studium e la sua opera fu premiata da una significativa lettera gratulatoria che il cardinale Jean Villot, Segretario di Stato, indirizzò al Ministro generale dell’Ordine a nome del Papa Paolo VI. Morì il 7 ottobre 1990, nel Convento francescano di San Salvatore a Gerusalemme. Dal 1997 è sepolto nel cimitero del Monte Sion in Gerusalemme.

## Scavi archeologici
Padre Bagatti fu responsabile di numerose campagne di scavi in Italia, Palestina, Israele e Giordania; con i suoi studi ha dato un contributo decisivo al progresso dell’archeologia biblica nel campo della palestinologia. 

### Roma
- Cimitero di Commodilla (1933-34)

### Giordania
- Monte Nebo (1935)

### Israele e Palestina
- Santuario delle Beatitudini (1936),
- Visitazione ad Ain Karem (1938),
- Emmaus-Qubeibeh (1940-44),
- Betlemme (1948),
- Dominus Flevit sul Monte degli Olivi (1953-55),
- Nazaret (1954-1971),
- Monte Carmelo (1960-61), e
- Khirbet el-Mukhayyat (in diverse epoche).

## Opere

### In vita
- Il cimitero di Commodille o dei martiri Felice ed Adautto presso la Via Ostiense, Ed. Città del Vaticano 1936
- Il museo della flagellazione in Gerusalemme, Tipografia dei PP. Francescani, Gerusalemme 1939
- I monumenti di Emmaus el-Qubeibeh e dei dintorni. Risultati degli scavi e dei sopralluoghi negli anni 1873, 1887-90, 1900-2, 1940-44, Ed. Franciscan Printing Press, 1947
- Il santuario della visitazione ad 'Ain Karim (Montana Judaeae) : esplorazione archeologica e ripristino, Gerusalemme, Tipografia dei PP. Francescani, 1948
- Gli scavi del "Dominus Flevit" Parte I: la necropoli del periodo romano, Ed. Studium Biblicum Franciscanum 1958 (Scritto insieme a J. T. Milik)
- L'archeologia cristiana in Palestina, Le piccole storie illustrate, Ed. Sansoni Firenze, 1962
- L'Eglise de la Circoncision, Publications du stadium Biblicum Franciscanum, Gerusalemme 1965
- Dalle origini al secolo XII, Tipografia dei PP. Francescani, Gerusalemme 1967
- L'Eglise de la gentilité en Palestine I XIe siècle, Publications du stadium Biblicum Franciscanum, Gerusalemme 1968
- Excavations in Nazareth - Vol. I From the beginning till the XII century, Ed. Franciscan Printing Press, 1969
- Guida di Cafarnao, Jerusalem, Franciscan printing press, imprim. 1970
- The Church from the Circumcision; History and Archaeology of the Judaeo-Christians, 1971
- Antichi villaggi cristiani di Galilea, Gerusalemme, Tipografia dei PP. Francescani, 1971
- New discoveries at the tomb of Virgin Mary in Gethsemane translated by L. Sciberras, Jerusalem, Franciscan printing press, 1975 (Scritto insieme a Michele Piccirillo e A. Prodomo)
- La fortezza saracena del Monte Tabor (AH. 609-15 : AD 1212-18),  Ed. Franciscan Printing Press 1976 (Scritto insieme a Antonio Battista)
- La vida de Jesús en los apócrifos del Nuevo Testamento, Jerusalem, Franciscan printing press, 1978 (Scritto insieme a Florentino García)
- Edizione critica del testo arabo della Historia Iosephi fabri lignarii e ricerche sulla sua origine, Gerusalemme, Franciscan printing press, 1978 (Scritto insieme ad Alfredo Battista)
- Il Golgota e la croce Ricerche storico-archeologiche, Ed. Franciscan Printing Press 1978 (Scritto insieme a Emmanuele Testa)
- Bibliographie du judeo-christianisme de Frederic Manns avec preface du P. B. Bagatti, Jerusalem, Ed. Franciscan printing press, 1979
- Recherches sur le site du Temple de Jerusalem (I-VII siecle); adaptation francaise d'Albert Storme, Jerusalem, Franciscan Printing Press, 1979
- La caverna dei tesori Testo arabo con traduzione italiana e commento, Ed. Franciscan Printing Press 1979 (Scritto insieme a Antonio Battista)
- Il combattimento di Adamo Testo arabo inedito con traduzione italiana e commento, Ed. Franciscan Printing Press 1982 (Scritto insieme a Antonio Battista)
- La chiesa primitiva apocrifa nel II secolo, San Paolo Edizioni, 1982, ISBN 978-8821502958
- Alle origini della Chiesa. Vol. 1: Le comunità giudeo-cristiane. Libreria Editrice Vaticana, 1982, ISBN 9788820900281
- Gerusalemme : la redenzione secondo la tradizione biblica dei Padri, Ed. Franciscan Printing Press 1982 (Scritto insieme a Emmanuele Testa)
- Corpus scriptorum de ecclesia matre, Ed. Franciscan Printing Press 1982 (Scritto insieme a Emmanuele Testa)
- Alle origini della Chiesa. Vol. 2: Le comunità gentilo-cristiane. Libreria Editrice Vaticana, 1985, ISBN 9788820913885

### Dopo la sua morte
- Ancient Christian Villages of Samaria, Ed. Franciscan Printing Press, 2002, ISBN 965-516-034-3
- Excavations in Nazareth - Vol. II From the XII century until today, Ed. Franciscan Printing Press, 2002, ISBN 965-516-029-7
- Nazaret nell’archeologia. Storia di Gesù, Rizzoli

## Onorificenze e riconoscimenti
I suoi meriti sono stati riconosciuti con decorazioni e nomine diverse: 
- 1955, Cavaliere Ordine al merito della Repubblica Italiana
- 1966, Commendatore
- 1974, Socio Onorario della Accademia Mariana Salesiana
- 1977, Commissario Corrispondente della Pontificia Commissione di Archeologia Sacra
- 1979, Membro Corrispondente della Pontificia Accademia Romana di Archeologia
- 1982, Membro Corrispondente della Pontificia Accademia Teologica Romana